# مهدی احمدوند
مهدی احمدوند (زادهٔ ۲۹ بهمن ۱۳۷۰) خواننده، ترانه‌سرا، تنظیم کننده و آهنگساز موسیقی پاپ اهل ایران است.

## زندگی‌نامه و فعالیت هنری
مهدی احمدوند زادهٔ ۲۹ بهمن ۱۳۷۰ از کرج می‌باشد. مهدی احمدوند نخستین کنسرتش در تهران را در ۲۴ مهر ۱۳۹۳ در سالن میلاد نمایشگاه بین‌المللی برگزار کرد. کنسرت او در اردیبهشت ۱۳۹۴ در بندر ماهشهر به دلیل اعتراض غبیشاوی امام جمعه این شهر به مختلط بودن آن لغو شد. این اتفاق درحالی افتاد که برای محل برگزاری ۱۰۰۰ نفرهٔ آن، بلیت‌ها فروش رفته بودند.
بی‌بی‌سی نیز خبر لغو این کنسرت را پوشش داد و او را یکی از ستاره‌های موسیقی پاپ ایران دانست. فارن پالیسی نیز او را از خوانندگان محبوب ایرانی توصیف کرده است.
احمدوند در روز نهم خرداد سال ۱۴۰۱ در جشن قهرمانی باشگاه استقلال ایران در ورزشگاه آزادی تهران حضور داشت و کنسرتی برای هواداران این تیم برگزار کرد که این مراسم از شبکه سه سیما به‌صورت زنده پخش نشد.
وی همچنین در جشنواره موسیقی فجر که در بهمن ماه ۱۴۰۲ برگزار شد، حضور داشت.

## ترانه‌شناسی

### آلبوم‌ها
از این ساعت اولین آلبوم رسمی مهدی احمدوند است که در ۱۹ شهریور ۱۳۹۳ منتشر شد. دومین آلبوم رسمی احمدوند در ۱۴ دی ۱۳۹۵ با نام ساعت هفت منتشر شد.

#### نقد و تحلیل
آلبوم از این ساعت مهدی احمدوند به‌همراه ۲۴ آلبوم منتشر شده در سال‌های ۱۳۹۳ و ۱۳۹۴ در کتابی به‌نام «پاپ‌نامه» مورد بررسی و تحلیل قرار گرفته است.
| نام آلبوم   | انتشار          | نام ناشر           |
| ----------- | --------------- | ------------------ |
| ساعت هفت    | ۱۴ دی ۱۳۹۵      | آوای سوته دلان     |
| از این ساعت | ۱۹ شهریور ۱۳۹۳  | تصویرگستر پاسارگاد |
| خونهٔ غرور   | ۲۰ مهر ۱۳۹۱     | پخش اینترنتی       |
| نقطه ضعف    | ۱ دی ۱۳۹۰       | پخش اینترنتی       |
| موج منفی    | ۲۸ فروردین ۱۳۹۰ | پخش اینترنتی       |

### تک‌آهنگ‌ها
|    | نام ترانه                        | انتشار     | آهنگساز                     | ترانه‌سرا        | تنظیم‌کننده(ها)               |
| -- | -------------------------------- | ---------- | --------------------------- | --------------- | ---------------------------- |
| ۶۸ | حنا                              | ۱۴۰۳/۱۰/۱۹ | مهدی احمدوند                | مهدی احمدوند    | فتاح فتحی                    |
| ۶۷ | لیلا                             | ۱۴۰۳/۰۶/۲۷ | مهدی احمدوند                | مهدی احمدوند    | مهدی احمدوند                 |
| ۶۶ | آتیش پاره                        | ۱۴۰۲/۱۲/۱۶ | مهدی احمدوند                | مهدی احمدوند    | فتاح فتحی                    |
| ۶۵ | بی‌حسی                            | ۱۴۰۲/۰۹/۰۷ | مهدی احمدوند                | مهدی احمدوند    | مهدی احمدوند                 |
| ۶۴ | زنگ بزنی                         | ۱۴۰۲/۰۴/۱۸ | مهدی احمدوند                | مهدی احمدوند    | مهدی احمدوند                 |
| ۶۳ | غلط کردم                         | ۱۴۰۲/۰۱/۱۷ | مهدی احمدوند                | مهدی احمدوند    | مهدی احمدوند و مهدی حسنی     |
| ۶۲ | بگیر نگیر                        | ۱۴۰۱/۱۲/۰۳ | مهدی احمدوند                | مهدی احمدوند    | مهدی احمدوند                 |
| ۶۱ | ساحل                             | ۱۴۰۱/۰۴/۰۹ | مهدی احمدوند                | مهدی احمدوند    | مهدی احمدوند                 |
| ۶۰ | الههٔ ناز                         | ۱۴۰۱/۰۲/۲۷ | مهدی احمدوند                | مهدی احمدوند    | مهدی احمدوند                 |
| ۵۹ | قدم قدم                          | ۱۴۰۰/۱۲/۱۶ | مهدی احمدوند                | مهدی احمدوند    | مهدی احمدوند                 |
| ۵۸ | عزیزُم                            | ۱۴۰۰/۱۱/۰۴ | مهدی احمدوند                | مهدی احمدوند    | مهدی احمدوند و آرش آزاد      |
| ۵۷ | تعبیر                            | ۱۴۰۰/۰۹/۰۹ | مهدی احمدوند                | مهدی احمدوند    | مهدی احمدوند                 |
| ۵۶ | آواز قو                          | ۱۴۰۰/۰۴/۲۱ | مهدی احمدوند                | مهدی احمدوند    | مهدی احمدوند                 |
| ۵۵ | سلام                             | ۱۴۰۰/۰۱/۲۰ | مهدی احمدوند                | مهدی احمدوند    | مهدی احمدوند                 |
| ۵۴ | ماشین زمان                       | ۱۳۹۹/۱۲/۰۷ | مهدی احمدوند                | مهدی احمدوند    | مهدی احمدوند                 |
| ۵۳ | جاده‌های اشک                      | ۱۳۹۹/۰۳/۲۹ | مهدی احمدوند                | مهدی احمدوند    | مهدی احمدوند                 |
| ۵۲ | جنون                             | ۱۳۹۸/۱۱/۱۱ | مهدی احمدوند                | مهدی احمدوند    | مهدی احمدوند                 |
| ۵۱ | خیال                             | ۱۳۹۸/۰۷/۱۳ | مهدی احمدوند                | مهدی احمدوند    | مهدی احمدوند                 |
| ۵۰ | نفس                              | ۱۳۹۸/۰۵/۰۸ | مهدی احمدوند                | مهدی احمدوند    | مهدی احمدوند                 |
| ۴۹ | درد                              | ۱۳۹۸/۰۴/۰۵ | مهدی احمدوند                | مهدی احمدوند    | مهدی احمدوند                 |
| ۴۸ | بماند                            | ۱۳۹۸/۰۳/۲۲ | مهدی احمدوند                | مهدی احمدوند    | مهدی احمدوند                 |
| ۴۷ | قرار                             | ۱۳۹۸/۰۲/۲۵ | مهدی احمدوند                | مهدی احمدوند    | مهدی احمدوند                 |
| ۴۶ | من و تو                          | ۱۳۹۷/۱۲/۲۰ | مهدی احمدوند                | مهدی احمدوند    | مهدی احمدوند                 |
| ۴۵ | فرهاد                            | ۱۳۹۷/۱۲/۰۲ | مهدی احمدوند                | مهدی احمدوند    | مهدی احمدوند                 |
| ۴۴ | خلسه                             | ۱۳۹۷/۱۱/۰۴ | مهدی احمدوند                | مهدی احمدوند    | مهدی احمدوند                 |
| ۴۳ | نرو                              | ۱۳۹۷/۰۸/۲۷ | مهدی احمدوند                | مهدی احمدوند    | مهدی احمدوند                 |
| ۴۲ | دیوار                            | ۱۳۹۷/۰۵/۱۹ | مهدی احمدوند                | مهدی احمدوند    | مهدی احمدوند                 |
| ۴۱ | روانی                            | ۱۳۹۷/۰۴/۱۵ | مهدی احمدوند                | عاطفه حبیبی     | مهدی احمدوند                 |
| ۴۰ | در به در                         | ۱۳۹۷/۰۲/۲۶ | مهدی احمدوند                | مهدی احمدوند    | مهدی احمدوند                 |
| ۳۹ | اگه بارون بباره (ورژن جدید)      | ۱۳۹۷/۰۲/۰۱ | مهدی احمدوند                | مهدی احمدوند    | مهدی احمدوند                 |
| ۳۸ | هوای تو                          | ۱۳۹۶/۱۲/۲۷ | مهدی احمدوند                | مهدی احمدوند    | مهدی احمدوند                 |
| ۳۷ | وابسته                           | ۱۳۹۶/۱۱/۲۹ | مهدی احمدوند                | مهدی احمدوند    | مهدی احمدوند                 |
| ۳۶ | دروغه                            | ۱۳۹۶/۱۱/۱۱ | مهدی احمدوند                | مهدی احمدوند    | مهدی احمدوند                 |
| ۳۵ | عشق من                           | ۱۳۹۶/۰۹/۱۳ | مهدی احمدوند                | مهدی احمدوند    | مهدی احمدوند                 |
| ۳۴ | کم آوردم                         | ۱۳۹۶/۰۷/۱۴ | مهدی احمدوند                | مهدی احمدوند    | مهدی احمدوند                 |
| ۳۳ | لیلی                             | ۱۳۹۶/۰۴/۱۷ | مهدی احمدوند                | مهدی احمدوند    | محمد احمدوند و علی بیات      |
| ۳۲ | اگه بارون بباره                  | ۱۳۹۶/۰۱/۰۴ | مهدی احمدوند                | مهدی احمدوند    | مهدی احمدوند                 |
| ۳۱ | یه ماهه                          | ۱۳۹۵/۰۲/۱۹ | مهدی احمدوند                | علی بحرینی      | مهدی احمدوند                 |
| ۳۰ | هوای پاییز                       | ۱۳۹۴/۱۰/۰۳ | مهدی احمدوند                | علی عباسی       | مهدی احمدوند                 |
| ۲۹ | دیوونه                           | ۱۳۹۴/۰۸/۲۹ | مهدی احمدوند                | مهدی احمدوند    | مهدی احمدوند                 |
| ۲۸ | آره آره                          | ۱۳۹۴/۰۶/۲۹ | مهدی احمدوند                | مهدی احمدوند    | مهدی احمدوند                 |
| ۲۷ | چشمات                            | ۱۳۹۴/۰۴/۰۸ | میلاد ترابی                 | مهرزاد امیرخانی | میلاد ترابی                  |
| ۲۶ | احساسی                           | ۱۳۹۴/۰۳/۰۴ | مهدی احمدوند                | مهدی احمدوند    | مهدی احمدوند                 |
| ۲۵ | عشقم                             | ۱۳۹۳/۱۲/۲۷ | مهدی احمدوند                | مهدی احمدوند    | مهدی احمدوند                 |
| ۲۴ | چشمای جادویی                     | ۱۳۹۳/۱۰/۲۴ | مهدی احمدوند                | مهرزاد امیرخانی | مهدی احمدوند                 |
| ۲۳ | به جای تو                        | ۱۳۹۳/۱۰/۱۱ | مرتضی پاشایی                | مهرزاد امیرخانی | مهدی احمدوند                 |
| ۲۲ | عشق یک طرفه                      | ۱۳۹۳/۰۷/۰۸ | مهدی احمدوند                | مهدی احمدوند    | مهدی احمدوند                 |
| ۲۱ | محال                             | ۱۳۹۳/۰۷/۰۸ | مهدی احمدوند                | مهدی احمدوند    | مهدی احمدوند                 |
| ۲۰ | بارون                            | ۱۳۹۳/۰۵/۰۵ | میلاد ترابی                 | مهرزاد امیرخانی | میلاد ترابی                  |
| ۱۹ | دلم گرفت                         | ۱۳۹۲/۱۲/۱۵ | مهدی احمدوند                | مهدی احمدوند    | مهدی احمدوند                 |
| ۱۸ | ستاره                            | ۱۳۹۲/۰۷/۱۲ | مهدی احمدوند                | مهدی احمدوند    | پازل بند                     |
| ۱۷ | عاشق شدم                         | ۱۳۹۲/۰۶/۲۰ | مهدی احمدوند                | مهدی احمدوند    | مهدی احمدوند                 |
| ۱۶ | روزای دور از تو                  | ۱۳۹۲/۰۵/۱۹ | مهدی افشار                  | محمد ساسانی     | مهدی احمدوند                 |
| ۱۵ | بگو من کجام                      | ۱۳۹۲/۰۴/۱۸ | مهدی افشار                  | محمد ساسانی     | مهدی افشار                   |
| ۱۴ | بغض                              | ۱۳۹۲/۰۴/۱۸ | مهدی افشار                  | محمد ساسانی     | مهدی احمدوند                 |
| ۱۳ | کار چشمات (به همراه سامان جلیلی) | ۱۳۹۱/۱۲/۲۸ | مهدی احمدوند                | مهدی احمدوند    | مهدی احمدوند                 |
| ۱۲ | اشتباه                           | ۱۳۹۱/۱۲/۱۷ | مهدی احمدوند                | مهدی احمدوند    | مهدی احمدوند                 |
| ۱۱ | باور                             | ۱۳۹۱/۱۱/۲۹ | مهدی احمدوند                | مهدی احمدوند    | مهدی احمدوند                 |
| ۱۰ | داد بزن                          | ۱۳۹۱/۱۰/۱۹ | مهدی احمدوند                | مهدی احمدوند    | مهدی احمدوند                 |
| ۹  | یار من (به همراه حامد برادران)   | ۱۳۹۱/۰۷/۴  | مهدی احمدوند و حامد برادران | مهدی احمدوند    | حامد برادران                 |
| ۸  | الکی                             | ۱۳۹۱/۰۴/۰۱ | مهدی احمدوند                | مهدی احمدوند    | مهدی احمدوند                 |
| ۷  | ازم بریدی                        | ۱۳۹۰/۱۲/۱۷ | مهدی احمدوند                | مهدی احمدوند    | حامد. ب ارشیا (حامد برادران) |
| ۶  | دل نشکن                          | ۱۳۹۰/۱۲/۰۴ | مهدی احمدوند                | مهدی احمدوند    | مهدی احمدوند                 |
| ۵  | روتو کم کن                       | ۱۳۹۰/۱۰/۲۹ |                             |                 | مهدی احمدوند                 |
| ۴  | نارفیق                           | ۱۳۹۰/۰۵/۱۲ | مهدی احمدوند                |                 | مهدی احمدوند                 |
| ۳  | دل بستم                          | ۱۳۹۰/۰۵/۰۸ |                             | مهدی احمدوند    |                              |
| ۲  | ساعت رفتن                        | ۱۳۹۰/۰۵/۰۴ |                             | مهدی احمدوند    | مهدی احمدوند                 |
| ۱  | عشق اول                          | ۱۳۹۰/۰۲/۱۵ | مهدی احمدوند                | مهدی احمدوند    | مهدی احمدوند                 |

### همکاری مشترک
| خواننده             | قطعه               | پخش  | ملودی        | ترانه               | تنظیم            |
| ------------------- | ------------------ | ---- | ------------ | ------------------- | ---------------- |
| کُرال بند            | چه سالیه           | ۱۳۹۸ | مهدی احمدوند | مهدی احمدوند        | مهدی احمدوند     |
| امیر انتظاری        | تو بری             | ۱۳۹۶ | مهدی احمدوند | مهدی احمدوند        | حمید مرادی       |
| حمید اکبری          | دوست دارم          | ۱۳۹۵ | مهدی احمدوند |                     | مهدی احمدوند     |
| سعید معارف وند      | فراموشی            | ۱۳۹۵ | مهدی احمدوند | مهدی احمدوند        | بنیامین عارفی    |
| علیرضا زنگی (مهراب) | مبارک باشه داداش   | ۱۳۹۴ | مهدی احمدوند | علیرضا زنگی (مهراب) | بنیامین عارفی    |
| سجاد شیخ‌زاده        | نگاه مثبت          | ۱۳۹۳ | مهدی احمدوند | مصطفی شیخ‌زاده       | بنیامین عارفی    |
| حامد حسن‌زاده        | عشق یک‌طرفه         | ۱۳۹۳ | مهدی احمدوند | مهدی احمدوند        | مهدی احمدوند     |
| علیرضا روزگار       | مهمونی             | ۱۳۹۳ | مهدی احمدوند | مهدی احمدوند        | حمید مرادی       |
| حمید اکبری          | بلاتکلیف           | ۱۳۹۲ | مهدی احمدوند | حمید اکبری          | مهدی احمدوند     |
| حامد نیک کار        | تهدید              | ۱۳۹۲ | مهدی احمدوند |                     | مهدی احمدوند     |
| سامان خسروی         | فاصله              | ۱۳۹۲ | مهدی احمدوند | الیاس بازلی         | رسول حسینی       |
| راوین علیزاده       | تو رو دوست دارم من | ۱۳۹۲ | مهدی احمدوند | مهدی احمدوند        | مهدی احمدوند     |
| حمید رضایی          | بی‌گناهی            | ۱۳۹۲ | مهدی احمدوند | مهدی احمدوند        | بنیامین ولی نژاد |
| سعید معارف وند      | صدای انتظار        | ۱۳۹۲ | مهدی احمدوند | علی عباسی           | مهدی احمدوند     |
| حمید رضایی          | لجباز              | ۱۳۹۱ | مهدی احمدوند | مهدی احمدوند        | مهدی احمدوند     |
| محمد اسدیان         | روزای خوب          | ۱۳۹۱ | مهدی احمدوند |                     | مهدی احمدوند     |
| علیرضا روزگار       | پری پری            | ۱۳۹۱ | مهدی احمدوند |                     | مهدی احمدوند     |
| سامان جلیلی         | حصار               | ۱۳۹۱ | مهدی احمدوند | مجید باقری          | میثم اکبری       |
| مهدی عسگری          | خستهٔ عشق           | ۱۳۹۱ | مهدی احمدوند |                     | مهدی احمدوند     |
| محسن حیاتی          | گلایه              | ۱۳۹۲ |              |                     | مهدی احمدوند     |
| محمد اسدیان         | لایق نبودی         | ۱۳۹۲ |              |                     | مهدی احمدوند     |
| مجید علیپور         | گورکن              | ۱۳۹۱ | مجید علیپور  |                     | مهدی احمدوند     |
| فرزاد فرزین         | تو برگشتی          | ۱۳۹۰ |              | زهرا عاملی          | مهدی احمدوند     |
| فرزاد عسکری         | حس بی‌خیالی         | ۱۳۹۳ |              |                     | مهدی احمدوند     |
| امیر پیشه‌ور         | با تو هرگز         | ۱۳۹۱ | امیر پیشه‌ور  |                     | مهدی احمدوند     |
| سامان جلیلی         | کاری به کارم نداری | ۱۳۸۹ | سامان جلیلی  | سامان جلیلی         | مهدی احمدوند     |
| سامان جلیلی         | عشق منو پس نزنی    | ۱۳۸۹ | سامان جلیلی  | سامان جلیلی         | مهدی احمدوند     |
| سامان جلیلی         | بهونه              | ۱۳۸۹ | سامان جلیلی  | امید علیجانی        | مهدی احمدوند     |